# Vilamaniscle
Vilamaniscle ist eine katalanische Gemeinde (municipio) mit 201 Einwohnern (Stand: 2024) in der Provinz Girona im Nordosten Spaniens. Sie liegt in der Comarca Alt Empordà.

## Lage
Vilamaniscle liegt etwa 55 Kilometer nordnordöstlich von Girona auf einer Höhe von ca. 80 m nahe der Grenze zu Frankreich.  

## Bevölkerungsentwicklung
| Jahr      | 1960 | 1970 | 1981 | 1991 | 2001 | 2011 | 2021 |
| Einwohner | 166  | 131  | 114  | 126  | 142  | 166  | 203  |

## Sehenswürdigkeiten

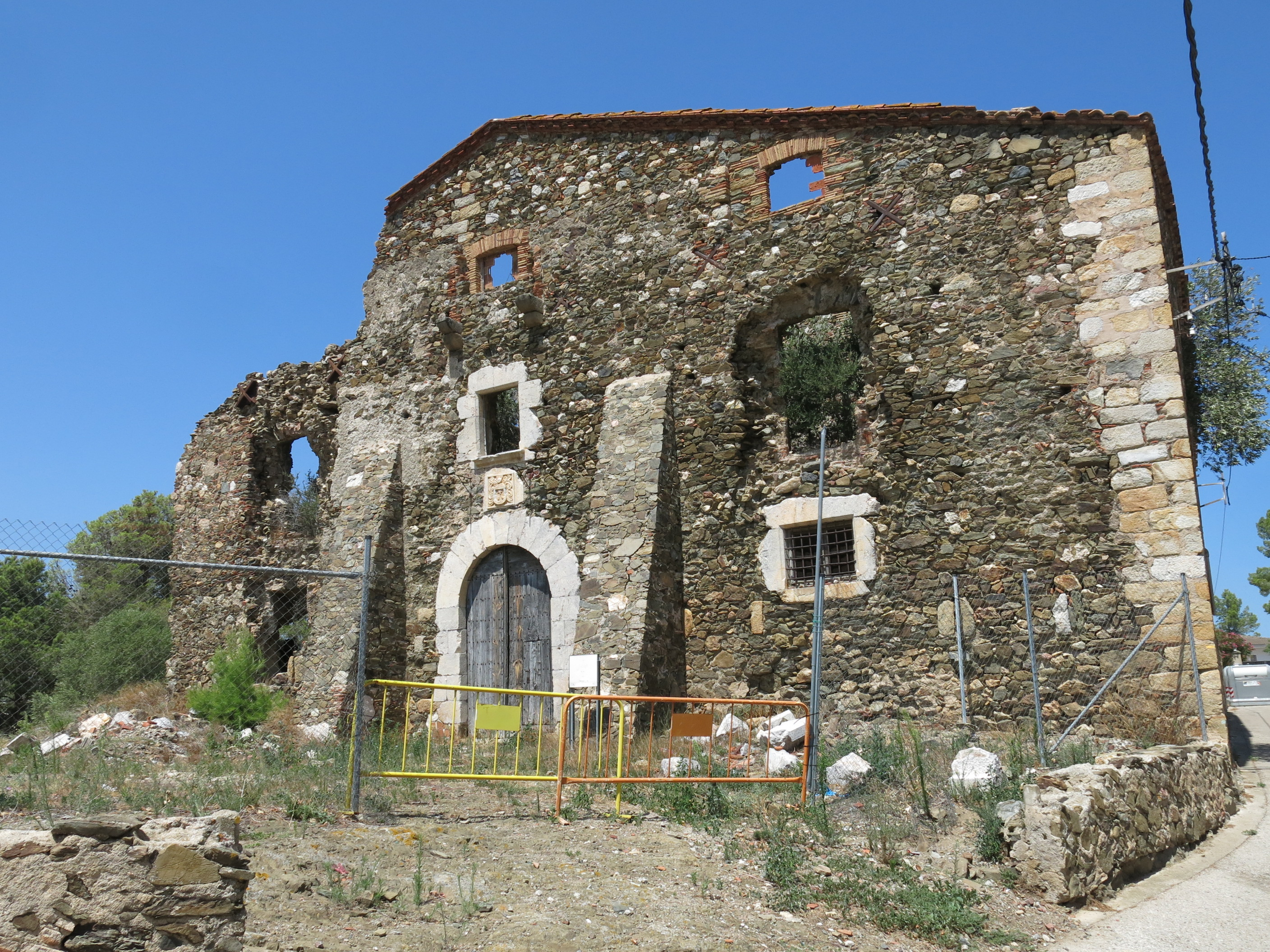
Burgreste
- Menhir von El Mas Roqué
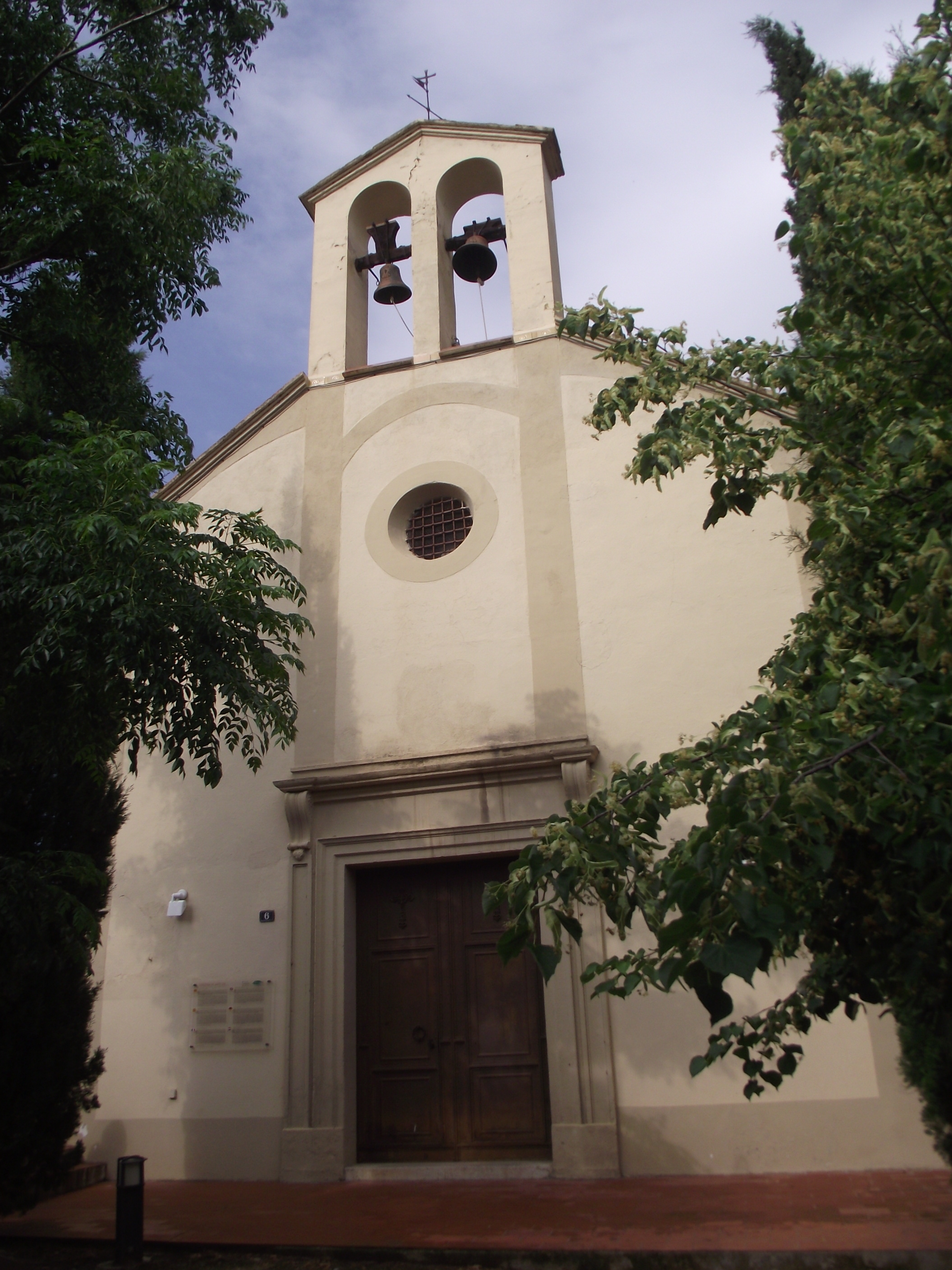
Ägidienkirche

- Burgreste
- Ägidienkirche

## Persönlichkeiten
- Julio Junyer Padern (1892–1938), Salesianer, Seliger der römisch-katholischen Kirche